# Breitscheid (Hunsrück)
Breitscheid ist eine Ortsgemeinde im Landkreis Mainz-Bingen in Rheinland-Pfalz. Sie gehört der Verbandsgemeinde Rhein-Nahe an, die ihren Verwaltungssitz in der Stadt Bingen am Rhein hat.

## Geographische Lage
Breitscheid liegt im südöstlichen Rheinhunsrück zwischen Koblenz und Bad Kreuznach, etwa 10 km von der Bundesautobahn 61 entfernt. Das nächste Grundzentrum ist die Stadt Bacharach am Rhein.

## Geschichte
Der Ortsname leitet sich ab vom mittelhochdeutschen „breit“ und „-scheid“ und bedeutet „bewaldeter Höhenrücken“. Der Ort wurde 1273 erstmals als „Breitschedirbach“ urkundlich erwähnt.
Landesherrlich gehörte der Ort bis zum Ende des 18. Jahrhunderts zur Kurpfalz (Oberamt Bacharach). Die Herren von Steeg und das Kurfürstentum Köln hatten in Breitscheid Grundbesitz. 1669 wurde der Ort als Dorf bezeichnet, Anfang des 19. Jahrhunderts als Weiler.
Nach der Annexion des Linken Rheinufers durch französische Revolutionstruppen (1794) gehörte der Ort von 1798 bis 1814 zum Kanton Bacharach, der dem Arrondissement Simmern im Rhein-Mosel-Département zugeordnet war. Aufgrund der Vereinbarungen auf dem Wiener Kongress kam die Region 1815 zum Königreich Preußen. Unter der preußischen Verwaltung gehörte Breitscheid zunächst zur Gemeinde Steeg im 1816 entstandenen Kreis Sankt Goar, der von 1822 an zur Rheinprovinz gehörte. Im Jahr 1833 wurde Breitscheid aus der Gemeinde Steeg ausgegliedert. Verwaltungsmäßig gehörten die Gemeinden Steeg bzw. Breitscheid zur Bürgermeisterei Bacharach, die 1927 in „Amt Bacharach“ umbenannt wurde und 1968 in der Verbandsgemeinde Bacharach aufging. Im Zuge der ersten rheinland-pfälzischen Verwaltungsreform wurde Breitscheid 1969 zusammen mit anderen Gemeinden dem neugebildeten Landkreis Mainz-Bingen und 1970 der Verbandsgemeinde Bingen-Land zugeordnet, die 1986 in Verbandsgemeinde Rhein-Nahe umbenannt wurde.
Statistik zur Einwohnerentwicklung
Die Entwicklung der Einwohnerzahl von Breitscheid, die Werte von 1871 bis 1987 beruhen auf Volkszählungen:
| Jahr | Einwohner |
| ---- | --------- |
| 1815 | 151       |
| 1835 | 188       |
| 1871 | 186       |
| 1905 | 186       |
| 1939 | 187       |
| 1950 | 192       |
| 1961 | 184       |

| Jahr | Einwohner |
| ---- | --------- |
| 1970 | 182       |
| 1987 | 144       |
| 1997 | 156       |
| 2005 | 149       |
| 2011 | 128       |
| 2017 | 128       |
| 2023 | 153       |

## Politik

### Gemeinderat
Der Gemeinderat in Breitscheid besteht aus sechs Ratsmitgliedern, die bei der Kommunalwahl am 9. Juni 2024 in einer Mehrheitswahl gewählt wurden, und dem ehrenamtlichen Ortsbürgermeister als Vorsitzendem.

### Bürgermeister
Ortsbürgermeister ist Marcel Rüdesheim. Bei der Direktwahl am 26. Mai 2019 wurde er mit einem Stimmenanteil von 89,77 % gewählt und ist damit Nachfolger von Werner Klumb. Bei der Direktwahl am 9. Juni 2024 wurde er ohne Gegenkandidaten mit 87,4 % der Stimmen in seinem Amt bestätigt.

### Wappen
| Wappen von Breitscheid | Blasonierung: „Von Silber und Rot gespalten, rechts ein durchgehendes schwarzes Kreuz, links ein goldenbereifter und mit einem goldenen Kreuz versehener goldener Reichsapfel, oben links überhöht von einem sechsstrahligen goldenen Stern.“                                               |
| Wappen von Breitscheid | Wappenbegründung: Das schwarze Kreuz in Silber verweist auf das Kurfürstentum Köln, zu dem Breitscheid ursprünglich gehörte; der Reichsapfel soll an die spätere Zugehörigkeit zur Kurpfalz erinnern; der Stern wurde als Hinweis auf Breitscheider Ortsadel in das Wappen mit aufgenommen. |